# Cristianizzazione della Bulgaria

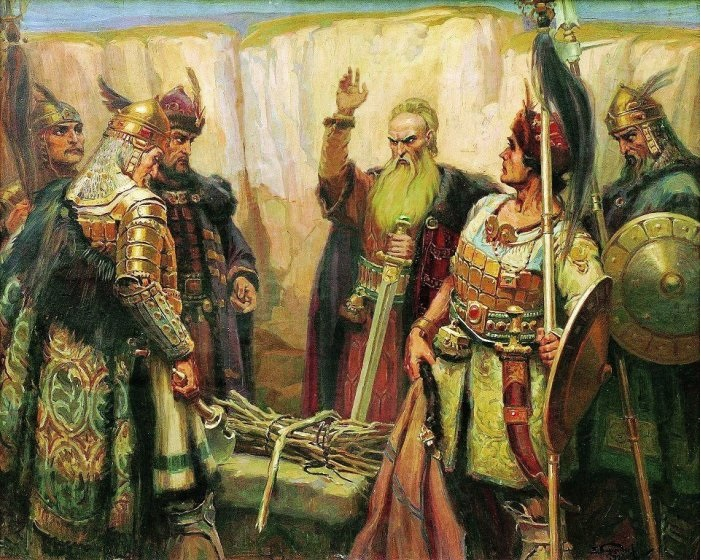
Kubrat di fronte ai suoi figli con la spada di fronte al Fascio littorio, 1926

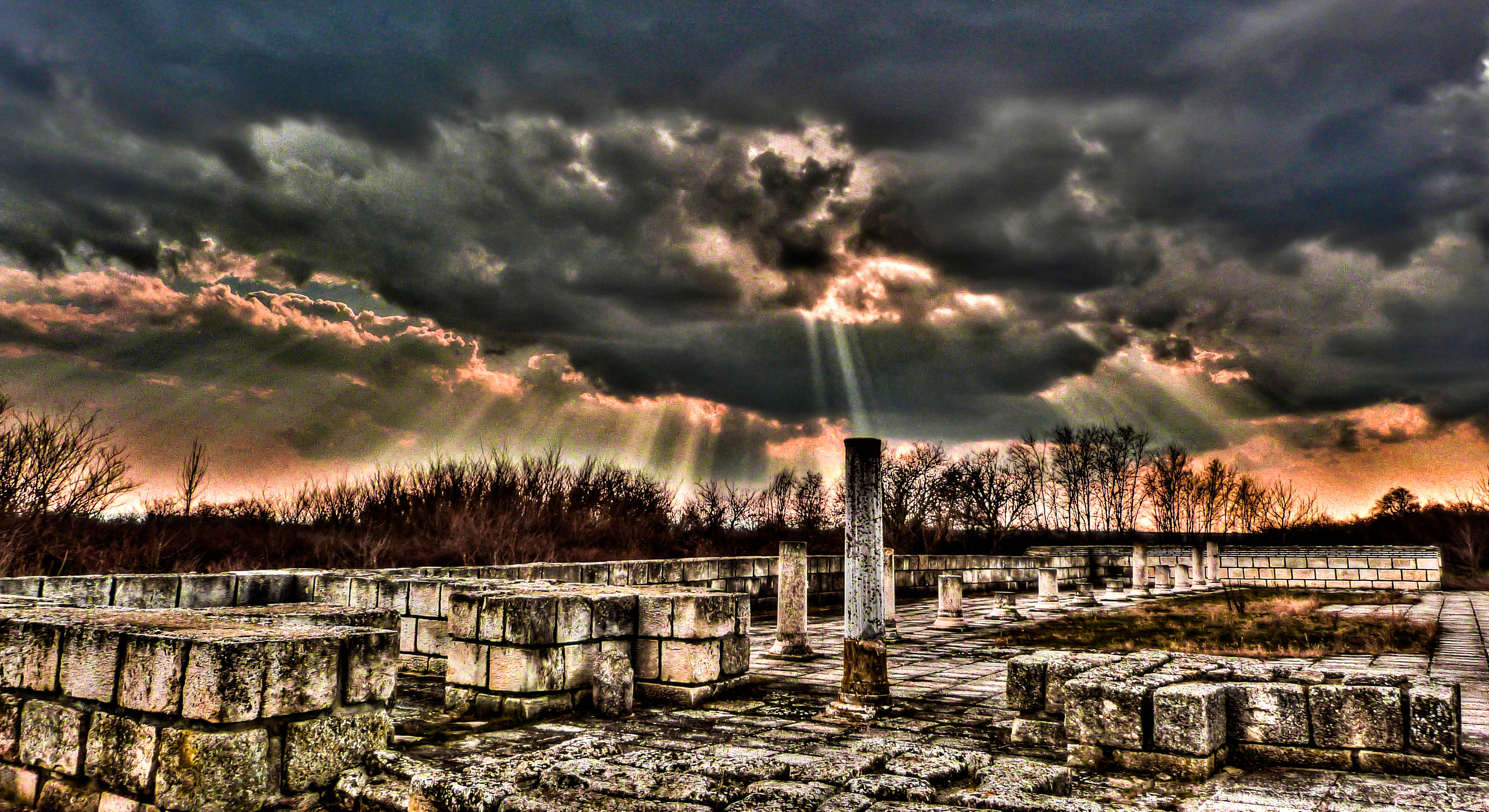
La Grande Basilica di Pliska è la più grande chiesa cristiana dell'Europa orientale nel IX secolo.

La cristianizzazione della Bulgaria è un processo lungo e ambiguo. Nominalmente, i bulgari furono battezzati nell'865/866 secondo l'epigrafia, ma Kubrat era ancora un cristiano, e il suo padrino era l'imperatore Eraclio I.
Si può sostenere che la cristianizzazione della Bulgaria continuò e divenne irreversibile nel X secolo.
In termini di civiltà, la cristianizzazione della Bulgaria, nel contesto del tempo, supera tutte le altre conversioni di stati e popoli, perché la Bulgaria è stata un fattore decisivo nel suo tempo per resistere alla pressione confessionale islamica sull'Europa (di Abbasidi) e quella che oggi viene chiamata "civiltà occidentale" in successione. dall'antica "civiltà greco-romana" è dovuto proprio a questo processo storico-culturale.
Il successo di questo processo storico divenne possibile sotto il dominio di tre sovrani: Boris I di Bulgaria, Simeone I il Grande (forma bulgara di Salomone) e Pietro I di Bulgaria (dal nome di Pietro apostolo). Questo periodo storico è marcato storiograficamente come "l'età d'oro della cultura bulgara" ed è contrassegnato come il giorno dell'educazione e della cultura bulgara e della scrittura slava.
La cultura russa si è formata principalmente grazie all'alfabeto cirillico arcaico, la vecchia cultura bulgara e il cristianesimo ortodosso con cesaropapismo, che la Russia ha adottato dalla Bulgaria.